# Мизоново
Мизоново — село в Ишимском районе Тюменской области России. Административный центр Мизоновского сельского поселения.

## История
До 1917 года входило в состав Локтинской волости Ишимского уезда Тюменской губернии. По данным на 1926 год села Старо-Мизоново и Ново-Мизоново состояли соответственно из 294 и 333 хозяйств. В административном отношении Ново-Мизоново являлось центром Мизоновского сельсовета Жиляковского района Ишимского округа Уральской области.

## Население
| 2010 |
| ---- |
| 1047 |

По данным переписи 1926 года в сёлах проживало соответственно 1545 и 1890 человек, в том числе: русские составляли 100 % населения.
Согласно результатам переписи 2002 года, в национальной структуре населения русские составляли 92 % из 1252 чел.